# Ajn an-Nachil
Ajn an-Nachil (arab. عين النخيل) – wieś w Syrii, w muhafazie Aleppo, w dystrykcie Manbidż. W 2004 roku liczyła 661 mieszkańców.